# 吊り掛け駆動方式
吊り掛け駆動方式（つりかけくどうほうしき、釣り掛け駆動方式とも称す）は、電車・電気機関車などの電気車において、モーターから輪軸に動力を伝達する（モーターを台車に装架する）方式の一種。
釣掛式、吊りかけ式、つりかけ式支持装置などとも表記する。日本産業規格（JIS）による英語表記は「nose suspension drive」とされる。
日本では、電車の駆動方式としてはカルダン駆動方式に取って代わられ、現存例は多くない。手法としては単純で、既に古典的な方式であるものの、電車であってもナローゲージや路面電車の大半にはまだ多くで採用されており、また大型の主電動機を装備する電気機関車や電気式ディーゼル機関車の駆動方式としては21世紀現在でも広く使われている。

## 基本構成

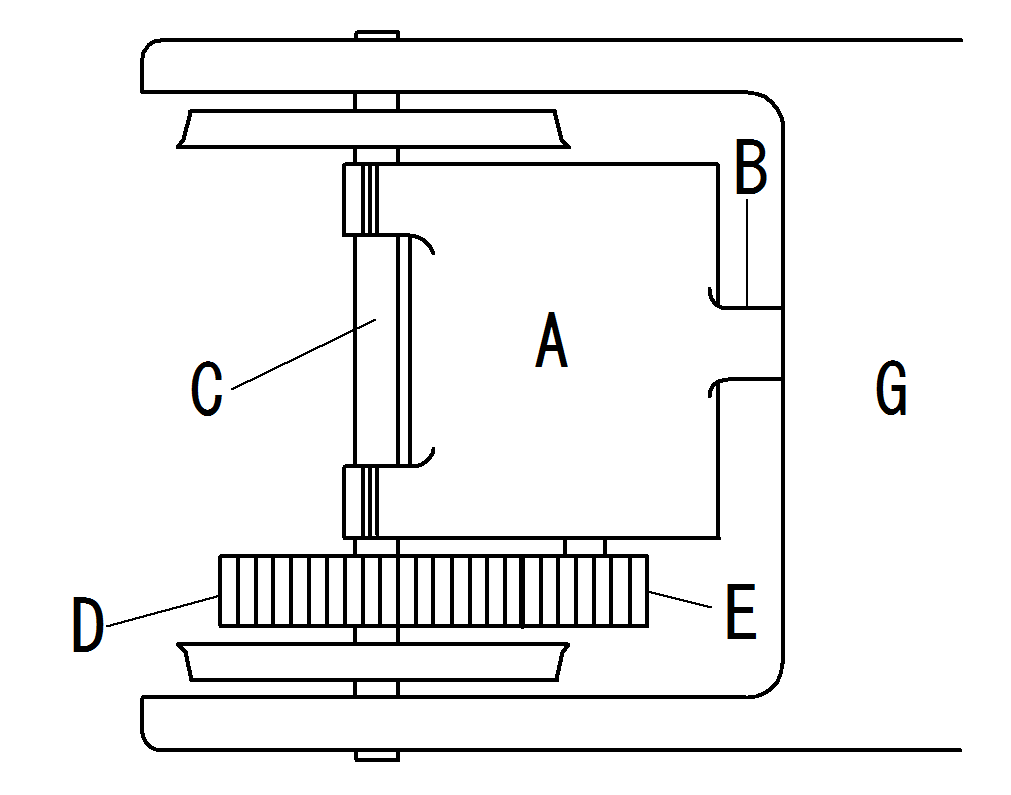
ノーズ・サスペンション方式の吊り掛け駆動方式を上から見たモデル図。
A主電動機、B主電動機から伸びるノーズ（台車枠の横梁に防振ゴムを介して支持する）、C輪軸、D大歯車、E小歯車、G台車枠

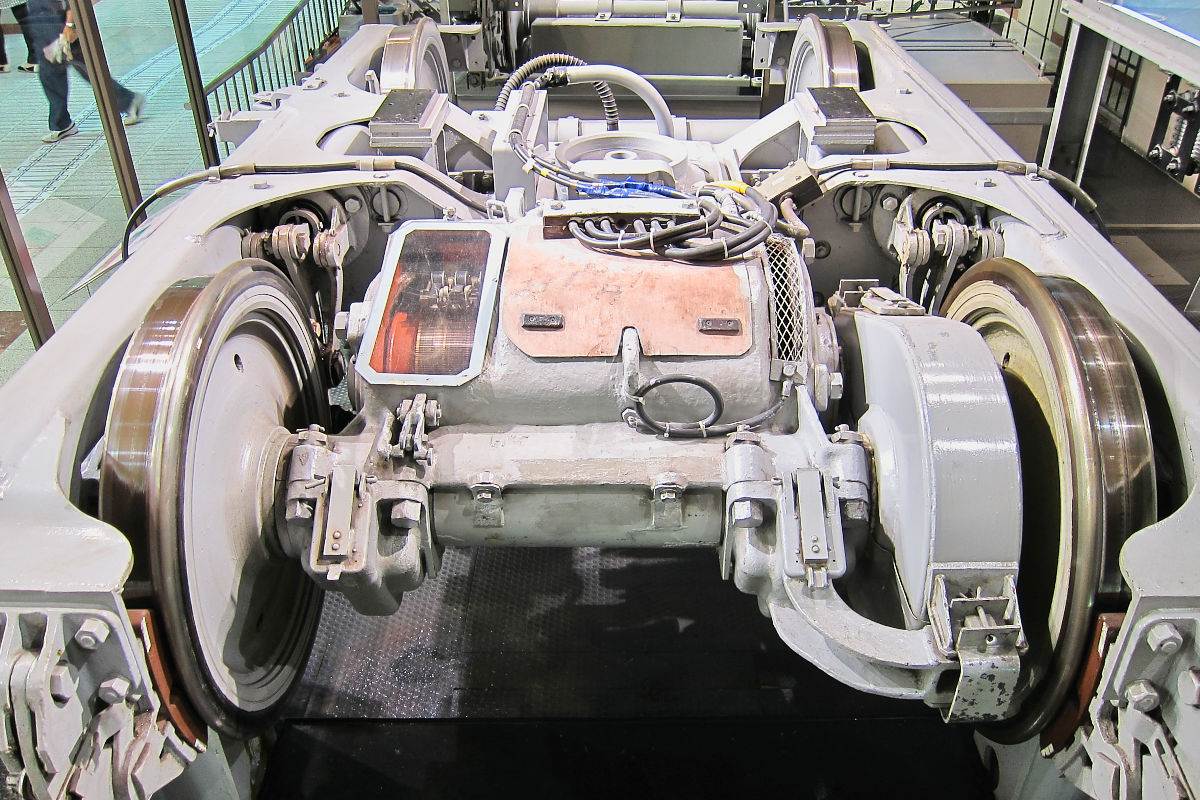
ノーズ・サスペンション方式の吊り掛けモーターの例（営団1800形電車（地下鉄博物館））

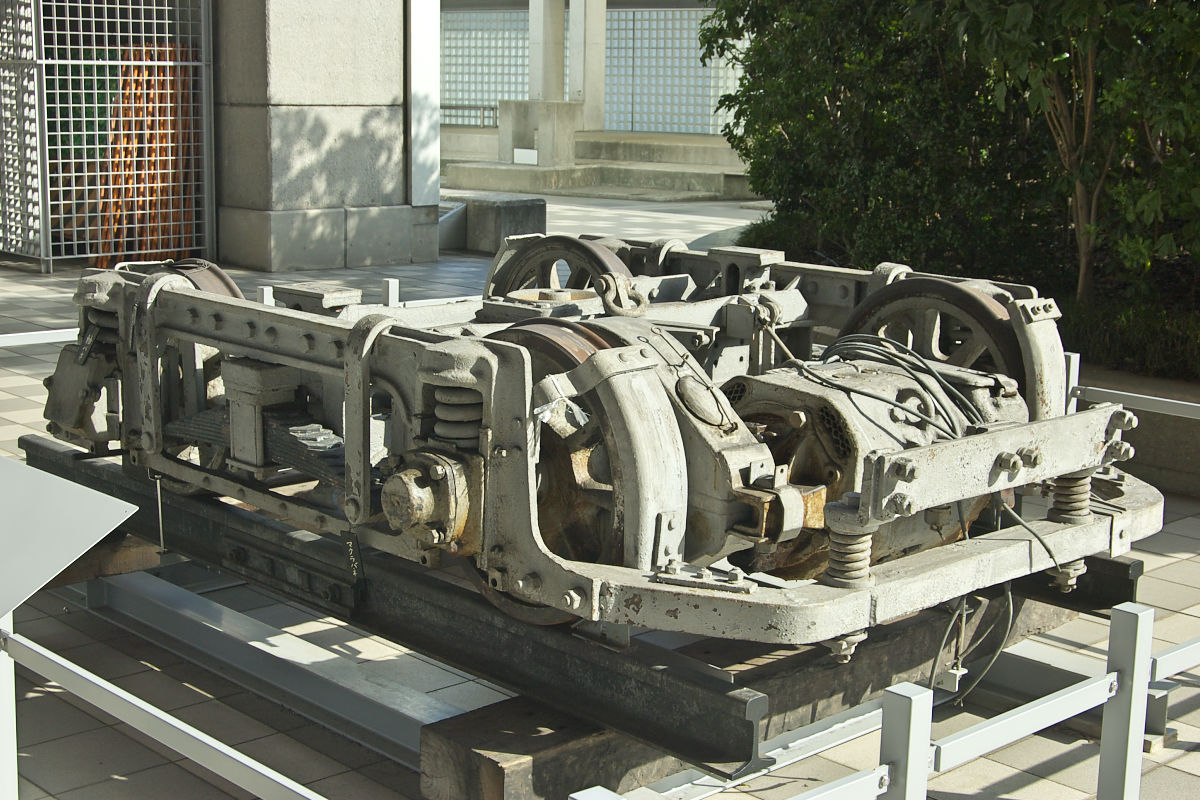
路面電車用バー・サスペンション方式の吊り掛けモーターの例（都電4000形のD11形台車・江戸東京博物館）

モーターは車軸と平行に配置され、モーター軸の小歯車（平ギア）から車軸の大歯車を駆動する。このとき揺動する台車の中で、どのようにモーターを配置すれば、双方のギアの噛み合わせが変わらないで済むかという問題があるが、モーター自体を、輪軸を中心とする円周上で動くように、すなわちモーター軸と輪軸の距離を一定にするように設置するのが、本方式のポイントである。
モーター本体の輪軸側の部分は、アクスルメタルと呼ばれる金属（平軸受に相当）または転がり軸受を介して輪軸に取付け、モーター本体の輪軸と反対側の部分は、ノーズまたはバーが設けられており、台車枠の横梁に支持する形で取付けられる。モーターは輪軸との位置関係がアクスルメタルまたは転がり軸受により円周上を動くだけなので、相対的な距離は一定であり、モーターの小歯車と輪軸の大歯車は常時噛合いの状態になる。台車枠の横梁部分の取り付け支持方式には、ノーズ・サスペンション方式とバー・サスペンション方式の2種類がある。
ノーズ・サスペンション方式とは、モーターの片端に設けられた突起（ノーズ）を台車枠の横梁に固定する方式である。台車枠とノーズの間にはばねや防振ゴムを挟み、輪軸の偏倚に対応する。大型の鉄道車両に多く用いられている。
バー・サスペンション方式はモーターの片端に棒状の部品（バー）を付け、このバーを台車枠の横梁に固定する方式である。台車枠とバーの間にはばねを挟む。軸距の短い台車の場合に有利である。主に路面電車、軽便鉄道で多く用いられたほか、江ノ島電鉄、箱根登山鉄道（現・小田急箱根）など比較的小型な車両を使う鉄道で使用されたが、大型電車では少数派である。
どちらの方式でも、モーターは輪軸と台車枠の間に橋渡しされた状態、すなわち輪軸と台車枠に吊り掛けられたかたちになる。「吊り掛け」の呼称は、ここから来ている。

## 長所・短所

### 長所
- 上記の通り、モーターが輪軸に直接吊り掛けられている構造となっているため、振動が発生しても、モーターの駆動軸が輪軸を中心とする円上を移動するのみで、輪軸の歯車とモーターの歯車の距離が変化することがない。
- 構造が簡単で、分解・組立もしやすい[2]。
- 製造コストが安い。
- 大型モーターにも対応しやすい。
- 最小限の構成であるため、スペースに制限のある狭軌鉄道でも使用しやすい。

### 短所
- モーター重量の約半分が、台車の軸ばねを介さずに、アクスルメタルまたは転がり軸受を介して輪軸に直接かかるため、ばね下重量が重くなる[2]。これにより線路への衝撃が懸念されるが、影響は微小である。逆に線路からの台車・車体やモーター自体への衝撃が懸念される[2]。このため、高速運転にはデメリットがある[注釈 2]。乗客にとっては乗り心地も悪くなる[1]。
- 吊り掛け駆動用モーターは、衝撃に耐えるため、頑丈に作らざるを得ない。結果として重量や、ばね下重量も増加してますます衝撃が強まる。
- 駆動用モーターおよび歯車の振動が加速時にノーズを介して台車枠に伝わり、特有の騒音を生じる。
- モーター本体と輪軸の間の摺動部分や歯車などが、大トルクによる負荷や、モーターの重い重量に起因する大きな衝撃のために消耗しやすく、また、ギアボックスを密閉できないため、メンテナンス上の配慮を要する[注釈 3]。メンテナンスサイクルもカルダン駆動方式に比して短い。ただしトータルランニングコストに関しては、軌間や軌道の状態によっては必ずしもカルダン方式が優位とはいえない場合もある。
- モーター本体と輪軸の間の摺動部分のアクスルメタル磨耗により噛み合わせの精度が低下することから、歯車には遊びが大きく取られており、歯車の歯も強度維持のため大形のものを使用しなければならず、小歯車を小径にして減速比を大きくとることが難しく、モーターの高回転化は困難である[4]。このため低回転・大トルク型のモーターを用いることになり、モーター自体大きくなりやすい[注釈 4]。この機構は、機関車ではあまり問題にはならないが、騒音や振動が大きくなる。また、歯面同士の打音は大きくなりがちで、力行や電気制動といった負荷がかかる際には吊り掛け式特有の激しい騒音を発し、惰行時においても打音の発生がある。

これらの問題点は近年改善が進んでいる。輪軸架装ベアリングにおいてはアクスルメタルによるすべり軸受に代わってローラーベアリングによる転がり軸受が導入されるようになり、アクスルメタルやノーズがゴム緩衝されたり、歯車においても材質、焼入れ、歯の形や角度、バックラッシュの最適化などが試されている。この結果、摩耗・消耗・騒音の抑制が図られるようになっているが、ばね下重量が大きくなる構造という根本的な制約を克服するまでには至っていない。
ただし、日本とは異なり許容軸重の大きなヨーロッパ諸国や南アフリカなどではばね下質量の増加に対して線路に余裕があり、このことが欠点とはならない場合もある。アクスルローラー方式の場合では、歯車中心間距離も正しく保たれ、しかも円すいころ軸受を用いればスラスト荷重も負担できることから歯車にかみ合い率の良いヘリカルギヤ（はすば歯車）を用いることができるため、騒音などは日本の吊り掛け式とは全くイメージの異なる洗練されたものとなっている。

## 歴史
エジソン研究所出身のアメリカ人発明家フランク・ジュリアン・スプレーグ（Frank Julian Sprague、1857年 - 1934年）が、1880年にトロリーポールを考案後、それまでは車体床上に電動機を置きベルトかチェーン駆動が主流だった動力伝達手段に変わって1885年に考案し、1888年にこれらを組み合わせた路面電車をバージニア州リッチモンドで運転開始したのが最初。このため「スプレーグ方式」（および表記揺れの「スプレイグ方式」）と呼ばれることもある（なお、スプレーグは直流電動機のトルク変動を小さくしたり総括制御の考案者でもある）。
簡潔なシステムで当時においては信頼性が高かったことから短期間で世界中に普及したが、発祥国のアメリカでは1930年代に世界の先陣を切ってPCCカー等の高性能電車が開発されたことに加え、1940 - 1950年代にニューヨーク等の地下鉄電車を除いて高速電車そのものが衰退し、一般の営業路線には殆ど残っていない。但し、アメリカ国内では電車の動態保存を行っている博物館が複数存在するため、乗車機会は残されている。また、ニューオーリンズ市内では吊り掛け駆動方式のブリル社製旧型路面電車が営業運転を続けている。
だが21世紀初頭においても、ヨーロッパを中心に電車の駆動方式の主流を吊り掛け駆動方式が担う国が多く存在する。代表例としてはイギリス、オランダ、ベルギー、デンマーク、オーストリア等で、主に都市近郊電車を中心として存在している。このほか、日本同様の1067mm軌間で規格も近似する台湾でも、特急「自強号」用電車を筆頭に吊り掛け駆動方式電車が多数在籍する。
但し、1980 - 1990年代前半位まで吊り掛け駆動方式を採用したケースもあるこれらの諸国でも、新車はVVVFインバータ制御へのシフトと共に駆動方式も改められており、同方式が過去のものになりつつあることに変わりは無い。また、中には台湾鉄路管理局EMU500型電車のようなVVVFインバータ制御と吊り掛け駆動方式を併用した車両も存在する。
ドイツでは電気機関車、電車共に中空軸可撓吊り掛け駆動方式が主流である。

### 日本での歴史
1890年には早くも吊り掛け駆動のスプレーグ式路面電車が日本に持ち込まれ、東京・上野公園で行われた第2回内国勧業博覧会に出品されている。1895年に登場した日本初の電車（京都電気鉄道、のちの京都市電）もこの方式であり、以後電車・電気機関車におけるほとんど唯一の駆動方式として広く普及する。
当初は吊り掛け式モーターはアメリカやイギリスからの輸入に頼っていたが、第一次世界大戦による輸入途絶を機に1917年以降国産化が進められ、1920年代中期にはライセンス生産ではあるがほぼ国産化に成功する。1927年には電車用150kW形、1928年には電気機関車用225kW形を国産開発するに至る。
しかし、吊り掛け駆動方式は前述のような欠点から、電車の性能向上の制約にもなった。

#### 電車分野での衰退
1930年代以降、高速化に有利なばね下重量の軽減に早くから積極的であった欧米の電気車ではカルダン駆動方式が実用化され、1950年代以降は日本の電車にも導入されるようになった。
特に、輸送力増強を迫られた大手私鉄がその対策として即効性のある「電車の性能向上」に取り組んだことが日本でのカルダン駆動方式の普及につながっている。1951年頃からカルダン駆動方式の試験が開始され、1953年にまず京阪電気鉄道、東武鉄道、大阪市交通局（大阪市電）、東京都交通局（都電）、帝都高速度交通営団（現・東京地下鉄）がカルダン駆動方式の新車を製造、続いてその他の大手私鉄各社や公営鉄道でも順次カルダン駆動を採用していった。また国鉄も長距離優等列車に電車を利用する見地から1958年以降は高速走行性能や乗り心地、騒音を改善できるカルダン駆動方式の新性能電車にシフトした。
1960年代後半以降、吊り掛け駆動の電車は一部の特殊例を除いて新規製造されなくなる。その後も一部私鉄が構造の簡便さや特殊な規格に起因する架装スペースの都合から採用を続けた例はあるが、これらも1980年代にはカルダン駆動に移行し現在では吊り掛け式を新規採用する鉄道会社は皆無となった。

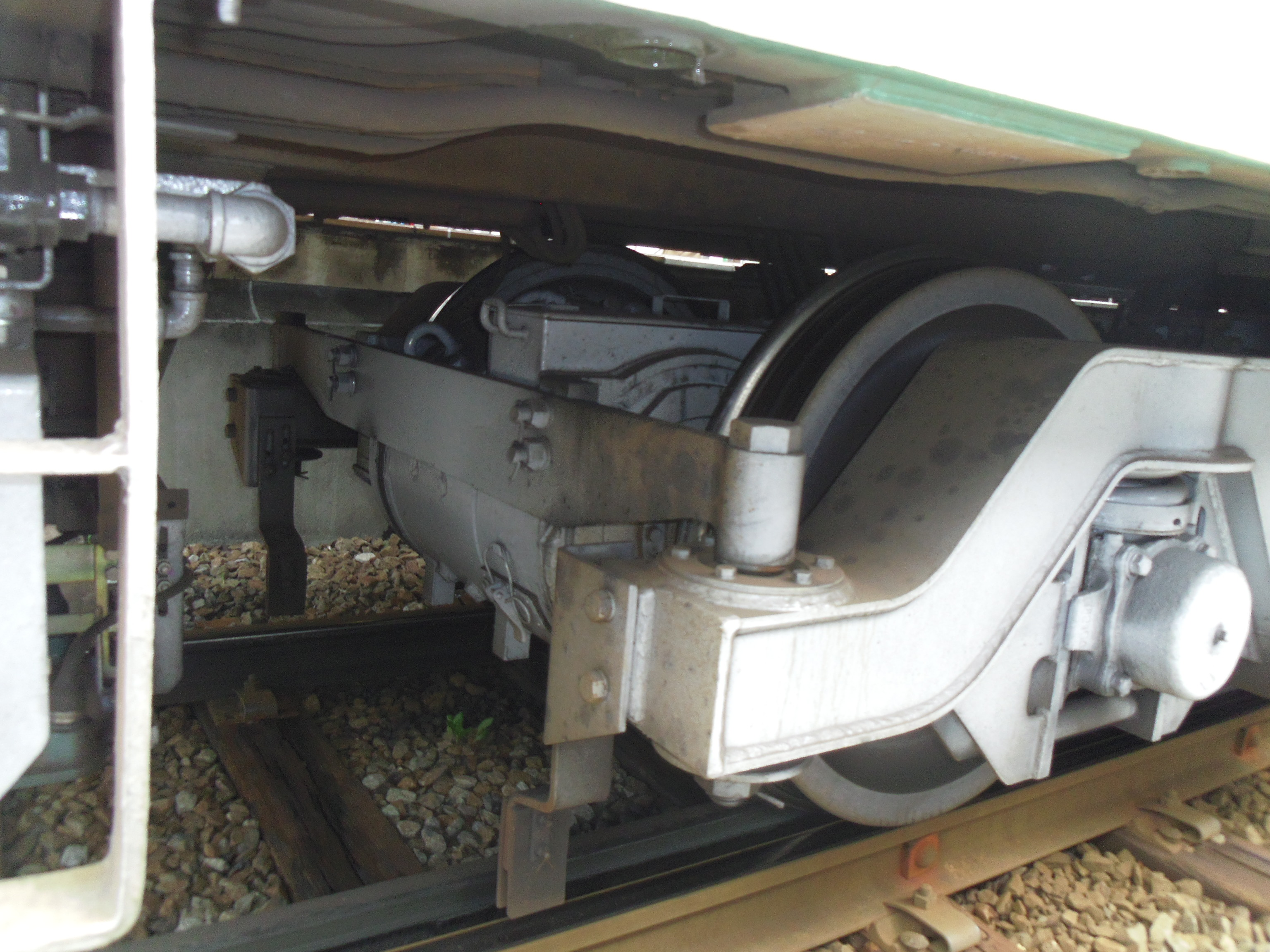
江ノ電1201号車のバーサスペンション式吊り掛け台車である。バーとは云え、強度を持たせるために、鉄棒でなく鉄板を縦方向にし、電動機を懸架している。

- 懸架方式を問わず、1067mm普通鉄道最後の吊り掛け方式の完全新造電車は1983年製造の江ノ電1200形である。
  - 筑豊電気鉄道3000形電車は近年川崎重工製の台車に交換されているが、駆動装置は吊り掛け駆動のままである。そのため台車新造としては最後の旅客用電車である。
- 2014年現在、JRにおける吊り掛け式電車は、車籍上は数両が残存しているが、事業用車等を含めて全て運用を終了している。大手私鉄においても名鉄瀬戸線で使用されていた車体更新車（6750系）が2011年4月に全廃となった。

#### 車体更新車
旧形電車において、走り装置は比較的頑丈に設計・製造されており、車体に比べると寿命が長い。古くからコストダウンのためにこれらの走行装置を流用し車体を新製した「車体更新車」が製造されてきた。
吊り掛け駆動の旧形車から走行装置を流用した「車体更新車」は1970年代以降も一部の私鉄が製造を続けており、1980年代以降に至っても東武鉄道や名古屋鉄道等で製造された例がある。

#### 特殊狭軌
762mm軌間などの特殊狭軌線においては、スペースの問題でカルダン駆動方式は普及せず、2023年時点でも特殊狭軌線において運行される電車（四日市あすなろう鉄道、三岐鉄道北勢線）は全車両が吊り掛け駆動である。
かつては特殊狭軌線においても垂直カルダンや車体装架カルダンといった、吊り掛け駆動以外の車両が作られたが、いずれも廃車あるいは電装解除されており、現存しない。

#### 路面電車
路面電車は高速走行を必要とせず、構造簡便で、かつ輪軸外側に主電動機を吊り掛けることで台車軸距を極限まで短縮できることから、後年まで吊り掛け式が多く採用された。
現在の日本の路面電車事業者の多くは経営基盤が脆弱で、新車投入に際してもコストを抑制する必要があったことから、近年に至っても車両新造の際に旧式な吊り掛け駆動車から機器流用する車体更新車が主力を占めていた。そのため、軽快電車形の近代的な車体でありながら、吊り掛け駆動の動力を持った車体更新車が主力を占めている路線も少なくない（岡山電気軌道、長崎電気軌道、京福電気鉄道など）。
だが、小型の電動機の登場や低コスト化に加え、現在では各地で超低床路面電車の導入が少しずつ進められ、引き替えに吊り掛け車の廃車も進められている。路面電車型の低床車を使用する事業者には、現在なお吊り掛け車を主流とする例もいくつかあるが、そのような事業者も吊り掛け車の完全新規製造は行っていない。
- 路面電車における最新の吊り掛け駆動車は、2020年製の函館市企業局交通部7000形電車である。また2002年製の函館市交通局8100形電車は、日本で唯一の吊り掛け駆動式超低床車（部分低床）である。いずれも完全新造ではなく、廃車となった旧型車両の機器類を転用した車体更新車である。
- 日本の路面電車（軌道事業者）の大部分は吊り掛け駆動車を主力として所有している。吊り掛け駆動車の運用が無い路面電車路線は、都電荒川線、東急世田谷線、富山地方鉄道（富山港線）、京阪大津線、福井鉄道と、2023年に開業した宇都宮ライトレールのみである。

#### 機関車
一方、日本の電気機関車や電気式ディーゼル機関車では、21世紀の現在に至るまで吊り掛け式が主流の駆動方式である。JRの電気機関車の中で最も新しいEH800形においても吊り掛け式が採用されている。大出力が必要な機関車の場合には、搭載するモーターが大型化し大出力となるため、それによる駆動力を輪軸に伝達するには、仕組みの単純な吊り掛け駆動方式の方が、耐久性や信頼性が高いと判断されたためである。
国鉄およびJR貨物の場合には、1950〜60年代にかけてクイル式に切り替える動きもあったが、不成績に終わり吊り掛け式に先祖帰りした経緯がある。その後は技術的な事情でEF66形（中空軸可撓吊り掛け駆動方式）、EF80形（平行カルダン駆動）、EF30形（WN継手駆動方式）、EF200形（リンク式）がそれぞれ別の駆動方式を採用したものの、狭軌鉄道において大出力モーターを使用する場合には、単純な構造の吊り掛け式に一日の長があり、現在でも広く用いられている。